# NGC 6840
NGC 6840 is een open sterrenhoop in het sterrenbeeld Arend. Het hemelobject werd op 4 september 1784 ontdekt door de Duits-Britse astronoom William Herschel.